# 줄리 케이틀린 브라운
줄리 케이틀린 브라운(Julie Caitlin Brown, 1961년 1월 27일 ~ )은 미국의 배우이다.

## 출연 작품
- 디스플레이스먼트 (2016)
- 올 어바웃 이블 (2010)
- 사랑 이야기 (1996)
- 전함 바비론 (1994)
- 스타 트렉 - 넥스트 제너레이션 TV 시리즈 (1987)